# Zasłonak grubonogi

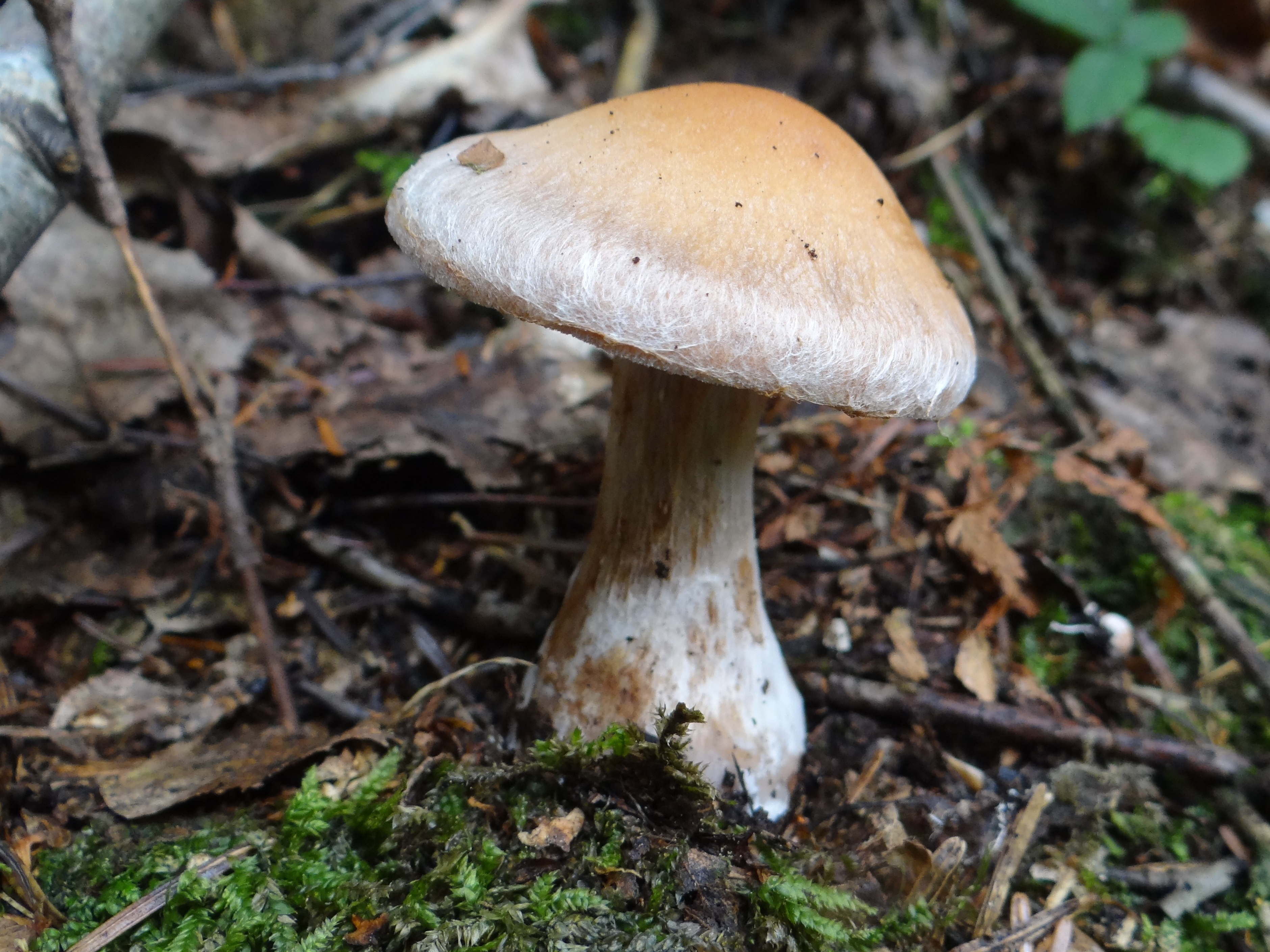

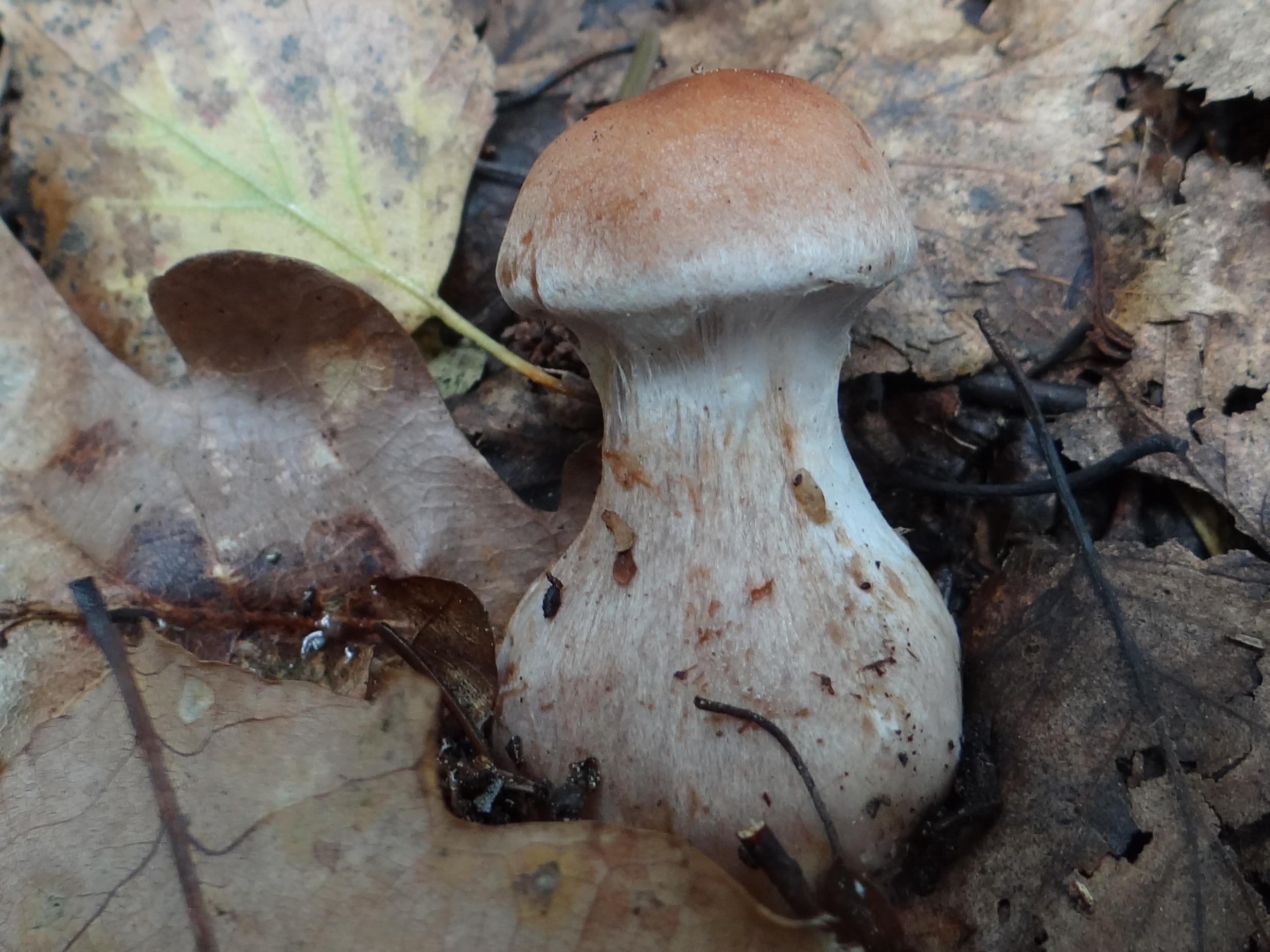

Zasłonak grubonogi, zasłonak bydlęcy (Cortinarius bovinus (Fr.) Fr.) – gatunek grzybów należący do rodziny zasłonakowatych (Cortinariaceae).

## Systematyka i nazewnictwo
Pozycja w klasyfikacji według Index Fungorum: Cortinarius, Cortinariaceae, Agaricales, Agaricomycetidae, Agaricomycetes, Agaricomycotina, Basidiomycota, Fungi.
Po raz pierwszy opisał go Elias Fries w 1838 r. Andrzej Nespiak w swojej monografii nadał mu nazwę zasłonak bydlęcy. Władysław Wojewoda w 2003 r. zaproponował bardziej według niego odpowiednią nazwę – zasłonak grubonogi.

## Morfologia
Kapelusz
Średnica 4–10 cm, za młodu jest półkulisty, z czasem staje się wypukły, w końcu płaskołukowaty, czasami z niskim i szerokim garbem. Powierzchnia u młodych owocników jest delikatnie włóknista, u starszych włókienka widoczne są tylko na brzegu. Jest higrofaniczny; w stanie suchym jest matowy i ma barwę jasną, ochrowoobrązową, w stanie wilgotnym jest woskowo błyszczący, czerwono-brązowy i ma prążkowane brzegi. Czasami (rzadko) występują na nim czarniawe plamy. Brzegi są jaśniejsze.
Blaszki
Średnio gęste lub rzadkie, szerokie, przy trzonie mniej lub silniej wykrojone ząbkiem. Początkowo jasnobrązowe, potem ciemnoczerwonobrązowe do czekoladowobrązowych. Ostrza jaśniejsze.
Trzon
Wysokość 4–10 cm, grubość 0,9–1,5 cm na szczycie i 4 cm u podstawy. Podstawa zgrubiała lub szerokobulwiasta. Powierzchnia u młodych owocników włóknista i biaława, u starszych szara. Otoczony jest średniej grubości osłoną, początkowo białawą lub szarobiaławą, potem szarobrązową. Tworzy ona częściowy pas na trzonie, z czasem zanikający. U podstawy trzonu białwa grzybnia.
Miąższ
Miąższ szarobrązowy do czekoladowobrązowego. Zapach niewyraźny lub nieco podobny do zapachu rzodkwi.
Cechy mikroskopowe
Zarodniki o kształcie od elipsoidalnego do migdałowatego, zaokrąglonym wierzchołku i rozmiarach 6–8 × 5,7–6,6 μm. Są ciemnobrązowe, dość silnie amyloidalne, o powierzchni umiarkowanie brodawkowatej. Strzępki tramy blaszek o barwie blado oliwkowożółtawej do oliwkowobrązowej, często z ziarnistą zawartością i gładką powierzchnią. Strzępki krawędzi blaszek mniej lub bardziej barwne, czasami ciemne. Występują w nich oprócz podstawek prawie zróżnicowane w kształcie (nitkowate do gruszkowatych) komórki brzeżne o ciemnych ścianach i rozmiarach 10–65 × 4–15 μm. Podstawki 4-zarodnikowe, o rozmiarach 31–45 × 8–10 μm. Strzępki skórki mają szerokość 3–10 μm, są bladooliwkowobrązowe, mają gładkie ściany, często drobno i gęsto pigmentowane. W miąższu występują słabo zróżnicowane komórki o rozmiarach 25 × 30 μm. Na przegrodach strzępek występują sprzążki.
Gatunki podobne
E. M. Fries zostawił tylko skrótową diagnozę Cortinarius bovinus. Opisał go jako silny, mięsisty i higrofaniczny grzyb, w stanie wilgotnym mający błyszczącą cynamonową powierzchnię, w stanie suchym żółtobrązową. Blaszki według Friesa są szerokie i grube, a trzon białawy, dołem szarawy. Później pisał, że grzyb ten rośnie w iglastych lasach wokół Uppsali. Nie zostawił jednak żadnego rysunku. Obecnie do opisu Friesa pasuje wiele gatunków zasłonaków. W lasach wokół Uppsali występuje jednak (rzadko) gatunek morfologicznie podobny do opisanego powyżej przez Mycobank, należy więc sądzić, że to ten grzyb został opisany przez M. Friesa jako C. bovinus. Podobne są C. bovinatus, C. oulankaënsis i C. bovinaster, mają jednak bardziej szaro brązowy kapelusz. Podobne mogą być także C. impennoides, C. fuscobovinus, C. fuscobovinaster i C. subbalaustinus. Jak dotąd jednak żadnego z tych gatunków nie notowano w Polsce, tak więc identyfikacja C. bovinus na terenie Polski nie powinna budzić wątpliwości.

## Występowanie i siedlisko
Zasłonak grubonogi notowany jest głównie w Europie, poza nią podano jego stanowiska tylko w Korei i Kolumbii Brytyjskiej w Kanadzie. W piśmiennictwie naukowym do 2003 r. podano 4 stanowiska na terenie Polski. W całej Europie jest rzadki, częściej spotykany na południu, w miarę posuwania się na północ coraz rzadszy.
Grzyb mikoryzowy. Rośnie na ziemi, wśród traw w różnego typu lasach, zwłaszcza pod grabami, świerkami i sosnami. Szczególnie występuje w górskich lasach świerkowych na podłożu wapiennym. Pojawia się od sierpnia do października.